# Хотинский район
Хоти́нский райо́н (укр. Хотинський район) — упразднённая административная единица Черновицкой области Украины. Административный центр — город Хотин.

## История
Образован в 1940 году. В 1962—1966 территория района входила в состав Новоселицкого района. В ходе административно-территориальной реформы в Украине, в 2020 году район был упразднён, его территория вошла в состав Днестровского района. На территории района были сформированы Клишковецкая, Недобоевская, Рукшинская и Хотинская территориальные общины. Территория Бочковецкого, Грозинецкого и Коленковецкого сельских советов вошла в состав Топоровской сельской общины Черновицкого района.

## Население
По данным всеукраинской переписи населения 2001 года в населении района присутствовали следующие этнические группы:
- украинцы — 91,2 %
- молдаване — 7 %
- русские — 1,3 %[3].